# Berts bekännelser
Berts bekännelser är en ungdomsroman i dagboksform från 1992 av de svenska författarna Anders Jacobsson och Sören Olsson. Boken handlar om Bert Ljung från 15 januari till 7 juni under det kalenderår han fyller 15 år och går i vårterminen i 8:an. Berts bekännelser lästes också upp i radio, i Unga Efter tre under 1990-tal.
Illustreringen av boken präglades av en ersättningstvist, där ursprungligen en ny illustratör söktes.

## Handling
Boken börjar den 15 januari. I januari flyttar Torleif från Öreskoga, men kommer veckan därpå på besök som tuffingen "Tora-Liffa". Bert planerar inför framtiden, bland annat menar han att i framtiden kunna skaffa barn med Emilia, blir det en pojke tycker Bert han skall heta Jerpa, och att skaffa honom kallar Bert för Jerpa-projektet. Berts klass skall samla pengar till skolresan till London i 9:an. Åke vill öppna sexklubb där flickorna strippar för gubbar, vilket röstas ner och i stället röstas det fram att Åke skall strippa när de anordnar nästa skoldans. Åke föreslår då att sälja kärnvapen till samerna, att använda mot vad han kallar "förtryckar-Sverige".
I februari kör Åke moped, olagligt utan hjälm, med trim och vid 14 års ålder. Det hela slutar med en krasch in i en lyktstolpe och han hamnar på sjukhus. Lill-Erik får en moped av en tant vid namn Harriet, och de två åker iväg på semester tillsammans. Harriet hjälper också Åke och tar hand om honom vid mopedolyckan, och det ryktas också att Emilia visat visst intresse för att bli nära bekant med Harriet.
I februari börjar Emilia uppträda konstigt, och börjar hosta när hon hör att Bert ringer, tycka Bert är fånig, och uttala sig positivt om Åke. Medan Jörgen Karlsson och Dödgrävarn 8 B slåss och springer från rektorn på skolgården, har Berts klass hemkunskap. Bert uppfattar allt som en form av humor från Emilia, och när Lill-Erik säger till Bert att Åke stöter på hans tjej, uppfattar Bert först detta som humor. När Emilia skyller på franska-läxan fast hon läser tyska tror Bert det är i tyskan de lär sig franska. När en cykel som liknar Åkes står på garageinfarten till Emilias familjs hus, tror Bert cykeln är Emilias pappas.
Bert fyller 15 år den 21 februari, och får moped. Emilia avstår tårtan på Berts födelsedagskalas, även om hon ger honom en bukett med vita nejlikor. Bert går med i ett mopedgäng med killar i klass 8 C, Jan (kallas "Jaffa"), Thomas (kallas "Tomas") och Holgersson, vilka trimmar sina mopeder.
Men så gör Emilia slut med Bert den 1 mars. Hon säger plötsligt att hon tycker Bert är ful och har dålig sångröst, och Bert tror först att hon skojar. Samtidigt har Åke gömt sig i Emilias garderob. Bert tycker att han själv är ful. Men sen börjar han gilla andra tjejer. Bert sticker genast därifrån, och några dagar senare ser han hur Åke skjutsar Emilia på cykel. Åke menar dock att han inte är ihop med Emilia, utan att han bara tycker Bert och Emilia träffades lite för ofta, och ljög ihop snuskhistorier om Bert, som han berättade för Emilia. Bert börjar tycka han är ful, och beger sig till kyrkan, där han träffar en tjej som hade samma problem i 14-årsåldern.
Emilia återvänder sedan för att hämta sina sista saker hos Bert, men blir då biten av Berts sköldpadda Ove i armbågen, och är nära på att få blodförgiftning. Bert hoppas hon skall tvingas amputera bort sin arm, eller i alla fall tvingas ta en "äcklig" stelkrampsspruta.
Bert konfirmeras också, med prästen Abdon Rehnberg. De präster från Svenska kyrkan som presenterar sig först är Staffan och Maria. Bert tycker Maria är snygg, medan Emilia tycker prästen Staffan är snygg. Konfirmanderna övernattar i ett spökhus belägen vid en ödegård.
Berts mormor fyller 70 år, och Berts klass spelar en fotbollsturnering i skolan, men får stryk med 3-4 mot 8 F då Lill-Erik inte kan bestämma sig för vilken fot han skall skjuta med när det står 3-3, innan 8 F kontrar och vinner.
Åke påstår att han bara pratar med Emilia om ett "barn som föddes på julafton" och att de håller varandra i handen på hennes säng, inte mer, då Bert tror att de hånglar. I maj övernattar Bert, Åke och Lill-Erik i ett spökhus. Senare under månaden övernattar Bert, Åke och Lill-Erik i Ekeboskogen, där någon enligt rykten skall ha ett UFO. Bert, Åke och Lill-Erik sitter också barnvakter hos en familj där 4-åringen hotar Lill-Erik med stryk och jagar honom med kniv i lägenheten.
I maj Bert blir också kär i Gabriella, som går i 6:an på Blåsjöskolan. Gabriella kallas "Gabby" och hennes syster heter Amanda.
Boken avslutas den 7 juni, när Bert planerar inför sommaren, då han skall åka till Spanien, samt sommarjobba på en kexfabrik.

### Fotnoter
1. ↑  ”Berts bekännelser” (på engelska). Worldcat. 11 mars 1992. https://www.worldcat.org/title/berts-bekannelser/oclc/186096190&referer=brief_results. Läst 10 mars 2015.
2. ↑  ”Detta har hänt”. Sören Olssons webbplats. http://www.sorenolsson.com/Soren_Olsson/Produktioner.html. Läst 31 mars 2015.
3. ↑  Nisse Larsson (25 februari 1992). ”Tecknarna tar strid med bokförlagen”. Dagens nyheter. http://www.dn.se/arkiv/kultur/tecknarna-tar-strid-med-bokforlagen. Läst 10 mars 2015.